# Symfonie nr. 1 (Kaipainen)
Jouni Kaipainen componeerde zijn Symfonie nr. 1 opus 20 over een lange tijdspanne van 1980-1985. Hij stond toen nog onder grote invloed van Paavo Heininen; een van zijn leraren.
Kaipainen had zelf nog geen titel van dit werk, toen het op de lessenaar belandde. De (nu) beroemde dirigent Esa-Pekka Salonen zou met het Filharmonisch Orkest van Helsinki de première geven (7 maart 1985). Salonen gaf Kaipainen de hint om het uiteindelijk een symfonie te noemen. Het is echter niet op alle vlakken een traditionele symfonie:
- Er is geen ontwikkeling van thema's, noch beïnvloeden thema's elkaar;
- het werk bestaat uit slechts één achterelkaar te spelen deel, zonder pauzes en hoorbare tempowisselingen.

Wat wel reden voor de naamgeving kan zijn geweest, zijn tempowisselingen aangegeven in partijen en partituur.

## De compositie
De symfonie van 22 minuten begint als een dwarrelwind van instrumenten, de muziek gaat alle kanten op. Dit komt door het veelvuldig toepassen van de glissandotechniek. Langzaam wordt het profiel wat duidelijker. Dan ineens duiken akkoorden en slagwerk op, zoals Gustav Mahler in zijn 10e symfonie had bedoeld/neergezet. Vlak daarna komt de dwarrelwind weer terug en herhaalt de actie zich. Als er weer een uitbarsting is geweest, sterft de muziek alsof alle bladeren naar de bodem zijn gevallen. Een laatste strijk op één enkele viool, dat als een veertje klinkt, besluit de symfonie.

## Bron en discografie
- Uitgave Finlandia (1992); Het BBC Symphony Orchestra o.l.v. EP Salonen.